# Principat de Zeta

Escut del Principat de Zeta.

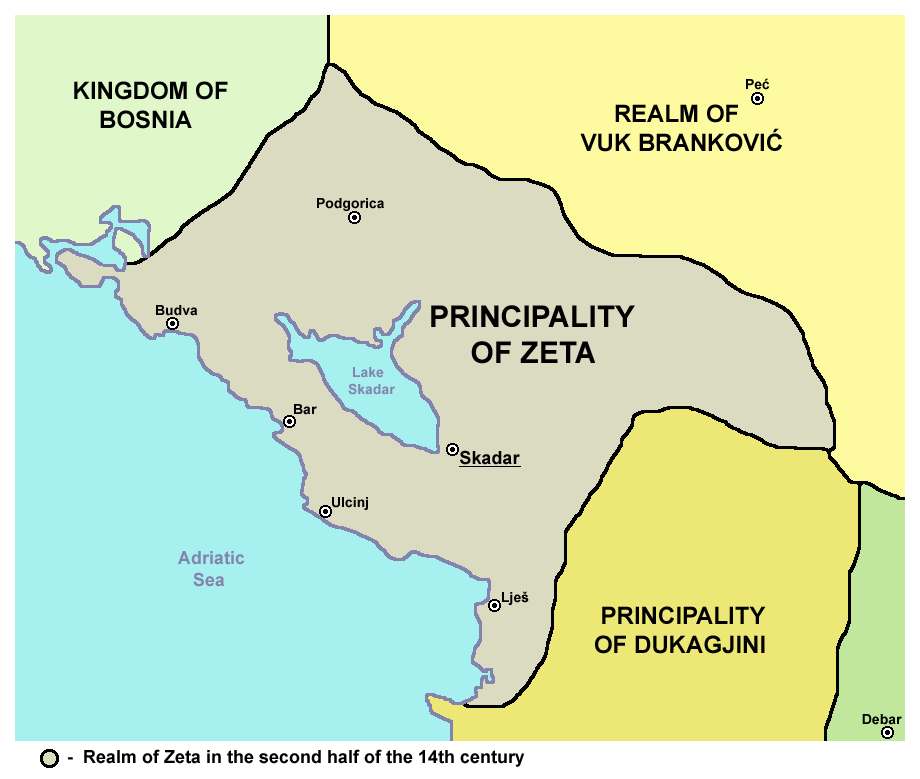
Territori del Principat de Zeta.

El Principat de Zeta (montenegrí: Зета, llatí: Zeta) va ser un antic principat d'Europa el territori del qual comprenia aproximadament l'actual Montenegro. Deu el seu nom al riu Zeta.
La seva primera aparició va ser com estat vassall de Rascia, on governaven els hereus al tron de la dinastia  sèrbia  Nemanjić. El seu fundador, Esteve Nemanja, es va convertir en Gran župan de Rascia, unificant totes les tribus sèrbies, i el feu de Zeta va passar a dependre de la segona línia de successió al tron, com a vassall del Regne de Sèrbia.
El Principat de Zeta va esdevenir un feu independent el 1356, durant la desintegració gradual de l'Imperi Serbi que va seguir la mort del tsar Stefan Uroš IV Dušan Nemanjić (Dušan el Poderós) el 1355. A partir del 1421 va ser integrat al Despotat de Sèrbia.
Al final del segle XV el Principat de Zeta va començar a ser més conegut com a Montenegro, a partir de "Muntanya negra" en venecià o vènet. Va ser succeït per la teocràcia del Principat-Bisbat de Montenegro i després pel domini  otomà.

## Història

### Principat de Zeta a l'estat de Rascia
Entre 1276 i 1309 el Principat de Zeta va ser governat per la reina Helena d'Anjou, vídua del rei de Sèrbia Uroš I. Va restaurar al voltant de 50 monestirs a la regió, especialment a la vora del riu Bojana. El nom de Crna Gora (Montenegro) va ser formalment esmentat per primera vegada el 1296, en una carta del monestir de Sant Nicolau a Vranjina. Aquesta carta va ser publicada pel rei serbi Uroš II, que era el fill menor d'Uros I i Helena. Crna Gora (Montenegro) s'havia d'entendre com la regió de la serra sota la Muntanya Lovćen, dins dels límits del Principat de Zeta. A principis del segle xiv, durant el regnat del rei Milutin, l'arquebisbe de Bar era el senyor feudal més important de Zeta.
Després de la mort del tsar Dušan el 1355, l'Imperi Serbi va començar a esfondrar-se i les seves possessions van ser repartides entre el príncep Lazar Hrebeljanović (1353-1391), l'estat  bosnià del Banc Tvrtko I, i un semi-independent estat de Zeta sota la Dinastia Balšić, el fundador Bassa I va arribar al poder el 1356.

### Dinastia Balšić
L'època més pròspera i poderosa de la història de Sèrbia va arribar a la seva fi amb la mort del tsar Dušan el 1355. Aprofitant l'oportunitat, la dinastia líder al Principat de Zeta, els Balšićs, va reafirmar l'autonomia de la regió el 1356. El primer document escrit amb relació a la Casa de Balšić està a la taula dels Uros expedida a la República de Ragusa el 1360.
, Governants de la dinastia Balšić:
- Bassa I de Zeta (1356-1362)
- Đurađ I Balšić (1362-1378)
- Bassa II Balšić (1378-1385)
- Đurađ II Balšić (1386-1403)
- Bassa III Balšić (1403-1421)

### El Despotat de Sèrbia
El 1421, abans de la seva mort i sota la influència de la seva mare, Jelena, Bassa III va transferir la sobirania del Principat de Zeta al Despotat de Sèrbia, governat per Stefan Lazarevic. Aquest va lluitar contra els venecians i va recuperar Bar a mitjans del 1423, i l'any següent va enviar al seu nebot Đurađ Branković, que va recuperar Drivast i Ulcinium (Ulcinj).
El 1427, va morir el dèspota serbi Stefan, i el tron va ser heretat pel seu nebot Đurađ Branković que es va haver d'enfrontar a la greu amenaça que significava l'Imperi Otomà, i no va poder prestar especial atenció al Principat de Zeta.

### Dinastia Crnojević

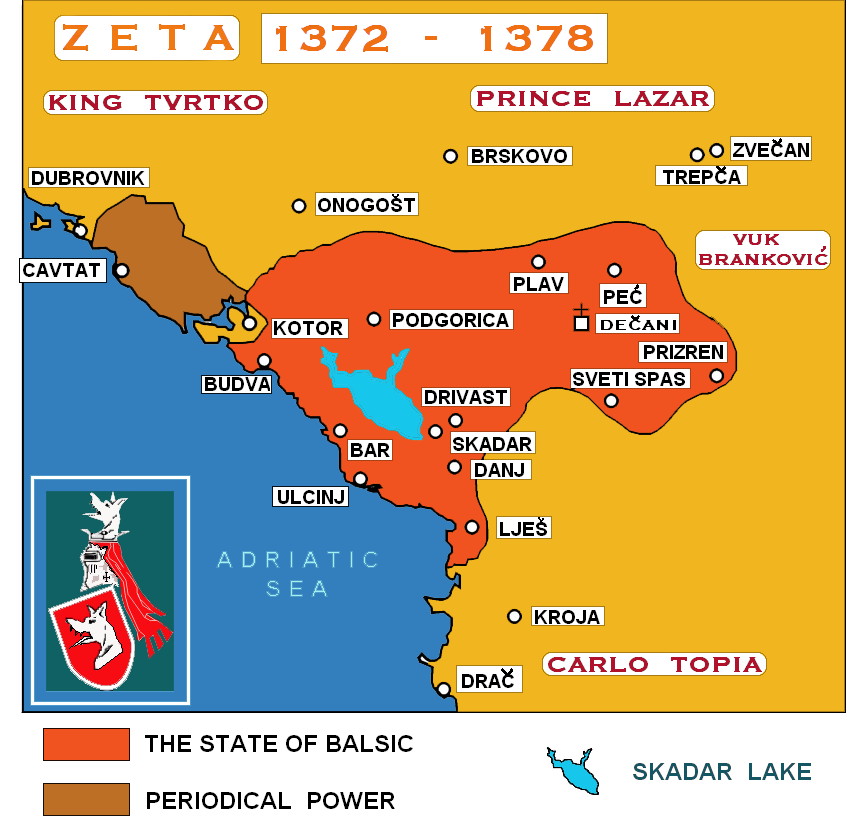
El Principat de Zeta entre 1372 i 1378.

La Dinastia Crnojević va començar amb dos germans, Đurađ i Aleksa Đurašević-Crnojevic, de la zona al voltant de la Muntanya Lovćen. Però el paper més important en l'establiment com a governants d'aquesta família al Principat de Zeta el van jugar Stefan I Crnojević (1451-1465) i el seu fill Iban I Crnojević (1465-1490). El fill d'Iban, Đurađ IV Crnojević (1490-1496) va ser l'últim governant d'aquesta dinastia. Amb el començament de la casa Crnojevic com a governants, el Principat de Zeta va començar a ser esmentat normalment com Crna Gora (Montenegro). A Đurađ IV li va correspondre l'enfrontament més bel·licós amb l'Imperi Otomà, i en aquest context, acusat pels otomans d'encapçalar una guerra santa contra l'islam, va ser enviat pres a Istanbul, on se'l va perdre la pista el 1503.

### Final del Principat
Després de la desaparició de Đurađ Crnojevic el Principat de Zeta va ser governat pel seu germà Stefan II Crnojević com a vassall de l'Imperi Otomà. Al final del segle XV el govern de Stefan va marcar el final de la Casa de Crnojević. A la nova divisió administrativa dels Balcans, el Principat de Zeta era una part del Sanjak d'İşkodra (Shkodra) des del 1499 fins al 1514.
El Principat de Zeta va desaparèixer oficialment quan va ser convertit en Estat teocràtic pels bisbes (Vladikas), que es van fer càrrec d'aquest el 1516. A partir de llavors el Principat de Zeta va ser conegut com a Montenegro. Els otomans controlaven una part des del 1498, coneguda com a Sanjak de Montenegro, la República de Venècia controlava Kotor i la teocràcia governava la resta de Montenegro (anomenat Alt Zeta).